# Bonnie Pink
Pour les articles homonymes, voir Pink.
Kaori Asada (浅田 香織, Asada Kaori, née le 16 avril 1973 à Kyoto, Japon) connue sous son nom de scène, Bonnie Pink (ボニー・ピンク, Bonī Pinku), est une chanteuse japonaise. Elle a vécu à New York en 1998 et parle donc anglais. Elle écrit et compose elle-même toutes ses chansons. Elle joue de la guitare et du piano. Elle était assez célèbre lors de ses débuts dans les années 1990 et 2000 mais sa popularité a lentement baissé. Cependant, en 2006, son single A Perfect Sky et une compilation bien placés aux tops des classements remontent sa cote de popularité.

## Histoire
Bonnie Pink commence sa carrière en 1995 avec son single Orange sous son nom patronymique. Son premier album, Blue Jam, sort la même année sous le label Pony Canyon. Elle le décrit comme un « mixture of bitter honey, blues music, momentary silence, irresistible madness, teardrops, sourgrapes, hopeful bombs, big big love, and a few green apples » sur la jaquette. Son style unique de musique peut se définir comme un off-beat mix entre le jazz, le blues, la pop et le rock. L'année suivante Bonnie Pink rencontre le producteur suédois Tore Johansson, également à l'origine de la carrière des Cardigans, qui devient son ami et produit la plupart de ses travaux. Elle compose son troisième album, Evil and Flowers en 1998, pendant son séjour en Suède. Elle espère y trouver un peu d'inspiration mais finit déprimée. Elle retranscrit alors ses sentiments, dont sa frustration, dans ses chansons.
Pour son quatrième album, Let Go, elle travaille avec le New-Yorkais Mitchell Froom (le producteur de Elvis Costello, Cibo Matto, Suzanne Vega, etc.). Il est tellement impressionné par Bonnie qu'il lui confie la coproduction de l'album. Son cinquième album, Just a Girl, sort en 2001. L'année qui suit elle collabore avec d'autres artistes et sort re*PINK, un album de remix.
Present vient en 2003 et Even So en 2004. Golden Tears, sur lequel est présent le single So Wonderful, sort en 2005. En mai 2006, son nouveau singe Love is Bubble est en vente. Son single A Perfect Sky, qui sort en juin de la même année, est utilisé dans une publicité pour une marque de maquillage mettant en scène la célèbre top model Yuki Ebihara et est classé no 3 du top Oricon. Ainsi, il devient son single le plus vendu de sa carrière. Son album Best of... se vend très bien et rapidement sur Amazon Japan, Il atteint la deuxième place à l'Oricon reste un moment dans le top 30. En novembre 2006, elle participe à l'album Cosmicolor de m-flo en chantant sur le single Love Song. Le single est un succès, autant pour m-flo que pour Bonnie Pink puisqu'il entre directement à la septième place à l'Oricon.
Son single Kane no Warashite (Ring a Bell) est le thème du jeu vidéo Tales of Vesperia, sorti le 7 août 2008 au Japon.

## Discographie

### Singles
- Orenji (Orange) (20 octobre 1995)
- Surprise ! (19 avril 1996)
- We've Gotta Find a Way Back to Love Limited Vinyl (28 juin 1996)
- Do You Crash ? (20 septembre 1996)
- Heaven's Kitchen (18 avril 1997)
- Heaven's Kitchen Limited Picture Vinyl (18 avril 1997)
- It's Gonna Rain ! (18 juin 1997)
- Lie Lie Lie Limited Clear Vinyl (3 octobre 1997)
- Forget Me Not (4 mars 1998)
- Kingyo (Goldfish) (20 mai 1998)
- e.p. Limited Picture Vinyl (20 mai 1998)
- Inu to Tsuki Limited Picture Vinyl (21 octobre 1998)
- Inu to Tsuki (A Dog and the Moon) (21 octobre 1998)
- Daisy (16 octobre 1999)
- You Are Blue, So Am I (1er mars 2000)
- Fish 12-inch Limited Vinyl (5 avril 2000)
- Kako to Genjitsu (Past and Reality) (7 juin 2000)
- Sleeping Child Remix 1 12-inch Limited Vinyl (12 juillet 2000)
- Sleeping Child Remix 2 12-inch Limited Vinyl (12 juillet 2000)
- Sleeping Child (12 juillet 2000)
- Take Me In (7 février 2001)
- Thinking of You (9 mai 2001)
- Nemurenai Yoru (A Sleepless Night) (21 août 2001)
- Tonight, the Night (22 janvier 2003)
- Private Laughter (21 janvier 2004)
- Last Kiss (7 avril 2004)
- So Wonderful (3 août 2005)
- Love Is Bubble (10 mai 2006)
- A Perfect Sky (28 juin 2006)
- Love Song (m-flo loves Bonnie Pink) (8 novembre 2006)
- Anything for you (28 mars 2007)
- Water Me (6 juin 2007)

### Albums
- Blue Jam (21 septembre 1995)
- Heaven's Kitchen (16 mai 1997)
- Evil & Flowers (17 avril 1998)
- Bonnie's Kitchen 1 and 2 (17 décembre 1999)
- Let Go (5 avril 2000)
- Just a Girl (24 octobre 2001)
- re*PINK Bonnie Pink remixes (27 février 2002)
- Present (19 février 2003)
- Pink in Red Live DVD / Live Album (6 août 2003)
- Even So (12 mai 2004)
- Reminiscence (22 juin 2005) (cover album)
- Golden Tears (21 septembre 2005)
- Every Single Day -Complete Bonnie Pink (1995-2006)- (26 juillet 2006)
- Thinking Out Loud (25 juillet 2007)
- One (13 mai 2009)